# Laila Salome Fischer
Laila Salome Fischer (* 1987 in Berlin) ist eine deutsche Opernsängerin (Mezzosopran). Unter dem Namen UkeLaila tritt sie als Ukulele-Spielerin auf.

## Leben
Mit elf Jahren wurde Fischer Jungstudentin am Julius-Stern-Institut der Universität der Künste Berlin bei Jutta Schlegel. Von 2006 bis 2012 studierte sie Gesang/Musiktheater an der Universität der Künste Berlin bei Julie Kaufmann. Während der Schulzeit gab sie Konzerte in der Berliner Philharmonie, im Konzerthaus Berlin, in Barcelona, Madrid, Brüssel, Zürich.
Zu Studienzeiten debütierte sie bei den Musikfestspielen Potsdam und an der Deutschen Oper Berlin.
Weitere Engagements führten sie zu den Bregenzer Festspielen, dem Gran Teatre del Liceu  Barcelona, an die Staatsoperette Dresden, an die Deutsche Oper am Rhein und nach Israel.
In der Spielzeit 2022/2023 war sie als lyrischer Mezzosopran am Theater Lübeck engagiert, seit 2023/2024 ist sie dem Haus in der Hansestadt als Gast verbunden. Zuletzt trat sie dort als Juno/Ino in Händels Opern-Oratorium Semele in der Regie von Stephen Lawless auf.
Besonders profiliert sich die Sängerin im Bereich der Alten Musik. Sie konzertierte mit Jordi Savall als Solo-Altistin in Beethovens 9. Symphonie und Mozarts Requiem, bei den Händelfestspielen Halle und Göttingen, mit der Lautten Compagney, und vielen mehr. Mit Concerto Köln gastierte Laila Salome Fischer beim Westdeutschen Runkdfunk und bei den Festspielen Herrenchiemsee mit dem Programm "Ungleiche Rivalen" – wer komponierte besser? Johann Sebastian Bach oder Johann Adolf Scheibe?
Mit dem Barockensemble Il Giratempo veröffentlichte sie eine CD mit Werken der Komponistin Barbara Strozzi und als neueste Veröffentlichung die Einspielung von "Scenes of Horror" mit Arien von Händel, Graun und Ariosti.
Ihre sängerische Vielfalt demonstrierte Laila Salome Fischer jüngst bei "NDR-Kultur extra" zusammen mit der Pianistin Linda Leine und trat dann in der Hamburger Laeiszhalle zusammen mit dem Ensemble Resonanz in deren eigener Bearbeitung von Bachs Weihnachtsoratorium als Alt-Solistin auf.

## Diskographie
- Pollicino. Rolle: Clothilde, Ltg.: Jobst Liebrecht (Echo Klassik 2004), WERGO WER 6664 2
- Berlin hilft Haiti. Konzertmitschnitt, Sony Classic 88697 72860 2
- Die Zauberflöte. Bregenzer Festspiele, Regie: David Pountney, Leitung: Patrick Summers, Unitel Classica A04050007
- Beethoven Révolution Symphonies 6 à 9. Le concert des nations, Leitung: Jordi Savall, Alia Vox AVSA9946
- Talkin‘ about Barbara. Il Giratempo, Perfect noise PN 2202
- Scenes of Horror : Baroque Arias from the Shadows, Il Giratoempo, Perfect noise PN 2023

## Auszeichnung (Auswahl)
- 2007: Yamaha Music Foundation of Europe (YMFE) Stipendium
- 2010: Stipendiatin der bischöflichen Studienförderung Cusanuswerk
- 2012: Stipendiatin des Deutschen Musikwettbewerb (mit Concerto+14, Kategorie Alte Musik)